# Helen Khal
Helen Khal (16 avril 1923 - 20 mai 2009) est une peintre et critique d'art américano-libanaise. 

## Biographie

### Jeunesse
Helen Khal naît en 1923, à Allentown, en Pennsylvanie, dans une famille libano-américaine. Elle commence sa carrière de peintre à l'âge de 21 ans.  
Lors d'une visite au Liban en 1946, elle rencontre et épouse un jeune poète libanais, Youssouf al-Khal. Elle reste à Beyrouth pour étudier l'art à l'Académie libanaise des beaux-arts de 1946 à 1948. Elle retourne brièvement aux États-Unis, notamment pour suivre une formation à l'Art Students League à New York de 1948 à 1950, mais en 1963, après sa nouvelle installation au Liban, elle fonde la Gallery One.

### Carrière
Encouragée par ses collègues, notamment l'artiste libanais Aref Rayess, Helen Khal poursuit son art et elle expose pour la première fois en 1960 à la Galerie Alecco Saab à Beyrouth.  
Helen Khal a enseigné l'art à l'Université américaine de Beyrouth de 1967 à 1976 et à l'Université libanaise américaine de 1997 à 1980. Elle a influencé de nombreux autres artistes et son « expérience en matière d'art est pleinement enrichie par les nombreuses merveilles du monde de l'art. » 
En plus du parcours d'artiste, Helen Khal est reconnue comme critique d'art. De la fin des années 1990 à 2004, elle écrit pour le journal libanais, The Daily Star. Elle est aussi l'autrice d'un certain nombre de publications dans le reste du Moyen-Orient et aux États-Unis. 
Une série de 22 conférences qu'elle a données a été publiée sous la forme d'un livre intitulé The Woman Artist in Lebanon. 

### Décès
Le 20 mai 2009, Helen Khal est victime d'un accident vasculaire cérébral et en meurt.

## Ouvrage
- The Woman Artist in Lebanon, Beyrouth, Beirut University College, Institute for Women's Studies in the Arab World, 1988[9]